# 27e division (Royaume-Uni)
Pour les articles homonymes, voir 27e Division.
La 27e Division britannique ou British 27th Division en anglais était une division d'infanterie régulière lors de la Première Guerre mondiale formée fin 1914 en regroupant plusieurs unités qui avaient un rôle de garnison au travers de l'Empire britannique. La division passa la majorité de son temps en 1915 sur le front de l'Ouest avant d'être transférée à Salonique où elle resta avec la British Salonika Army (en), littéralement l'« Armée britannique salonique », pour la durée de la guerre. En 1916, son commandant, Hurdis Ravenshaw (en), fut capturé par un sous-marin autrichien pendant qu'il se dirigeait vers l'Angleterre. En 1918 à Salonique, la division pris part à la troisième bataille de Doiran.